# Sant Llorenç d’Hortons
Sant Llorenç d'Hortons – gmina w Hiszpanii, w prowincji Barcelona, w Katalonii, o powierzchni 19,7 km². W 2011 roku gmina liczyła 2528 mieszkańców.